# Chirita atroglandulosa
Chirita atroglandulosa är en tvåhjärtbladig växtart som beskrevs av Wen Tsai Wang. Chirita atroglandulosa ingår i släktet Chirita och familjen Gesneriaceae. Inga underarter finns listade i Catalogue of Life.